# Eriogonum hirtiflorum
Eriogonum hirtiflorum là một loài thực vật có hoa trong họ Rau răm. Loài này được A.Gray ex S.Watson mô tả khoa học đầu tiên năm 1877.